# Pedro De Oliveira Silva
Pedro De Oliveira Silva (ur. 7 lutego 1994 r. w Rio de Janeiro) – brazylijski futsalista, zawodnik z pola, obecnie zawodnik Constraktu Lubawa, z którym w sezonie 2019/2020 zdobył wicemistrzostwo i Puchar Polski, wcześniej zawodnik portugalskich klubów Os Limianos i Arões SC oraz brazylijskich drużyn Mesquita i Madureira.